# Кадное (Тверская область)
Кадное — деревня в Рамешковском районе Тверской области.

## География
Находится в восточной части Тверской области на расстоянии приблизительно 3 км на север от районного центра поселка Рамешки.

## История
Упоминалась в 1627—1629 годах как пустошь во владении Троице-Сергиева монастыря. В 1859 году Кадново — русская казенная деревня с 7 дворами, в 1887 — 13 дворов. В советское время работали колхозы «3-я пятилетка», «Общий труд» и «Прогресс». В 2001 году в деревне 12 домов постоянных жителей и 13 — собственность наследников и дачников. До 2021 входила в сельское поселение Некрасово Рамешковского района до их упразднения.

## Население
Численность населения: 49 человек (1859 год), 96 (1887), 64 (1936), 33 (1989, в том числе русские 75 %, карелы 22 %), 17 (русские 76 %, карелы 24 %) в 2002 году, 9 в 2010.